# Цанханим
«Цанхани́м» (ивр. חטיבת הצנחנים‎ — «бригада парашютистов») — израильская элитная высокомобильная воздушно-десантная регулярная бригада, укомплектованная добровольцами и считающаяся наиболее боеспособной среди регулярных пехотных бригад. Ранее носила номер 202. Полное наименование — 35-я воздушно-десантная бригада «Цанхани́м». Бригада определяется как десантируемая, аэромобильная и является единственной бригадой ЦАХАЛ, передвигающейся на вездеходах и специализированной мобильной технике.
Эти особенности определяют цели и характер задач, которые ставятся бригаде. Многие операции, в которых принимали участие силы бригады, носили характер специальных операций.
Бригада достигла высочайшей репутации в Израиле, пользуется большой популярностью среди призывников (конкурс доходит до 5 человек на место), и является важной ступенькой в карьере многих офицеров.
Выходцами из «Цанханим» были 5 начальников Генштаба ЦАХАЛ и 3 министра обороны.
Бригада была сформирована в 1954-1956 годах слиянием нескольких частей специального назначения.
Бригада «Цанханим» относится к Центральному округу и входит в состав 98-й особой резервной дивизии, комплектуемой резервистами, прошедшими действительную службу в бригаде.

## История
Среди израильских пехотных подразделений парашютные выделяются своим наибольшим боевым опытом. За годы постоянной борьбы Израиля с арабскими странами солдаты этих сил участвовали в тысячах рейдов, стычек, специальных операций и крупномасштабных сражений.

### Создание
В январе 1954 года в отдельный 890-й десантный батальон было влито подразделение коммандос 101 под командованием Ариэля Шарона, который впоследствии стал первым командиром бригады.

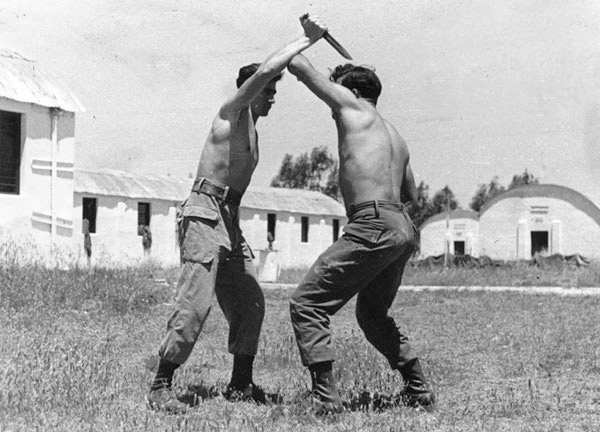
Занятия в парашютно-диверсионной школе

В течение 1956 года на базе 890-го десантного батальона было сформировано десантное подразделение 202, получившее затем статус бригады.
В бригаду, помимо 890-го батальона, вошли десантный батальон «Нахаль», разведывательная рота (сайерет цанханим), два новых десантных батальона, десантируемый дивизион тяжёлых миномётов, и парашютно-диверсионная школа
.
Основным вооружением подразделения в то время был пистолет-пулемёт Узи, благодаря своим небольшим размерам, соответствующим характеру операций бригады.
Целями создания бригады были:
1. Создание элитного пехотного подразделения оперативно-тактического уровня.
2. Создание структуры, способствующей новым разработкам в области тактического искусства.
3. Воспитание нового поколения армейского командования.

В первый раз это новое подразделение было использовано 10 октября 1956 года
как парашютный десант при поддержке танками в операции «Шомрон» против иорданских постов в районе Калькилии (Самария)
.
В этой операции парашютисты потеряли 18 человек, 4 были награждены медалью «За отвагу», лейтенант Ной Пинхас, вступивший в рукопашный бой с 9 иорданскими солдатами — медалью «За героизм».
Эта же операция была последней армейской «операцией возмездия».

### Синайская кампания 1956 года

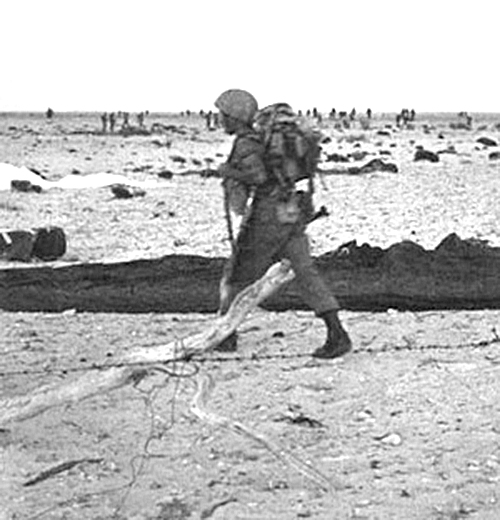
Израильский парашютист после приземления.

29 октября с десанта сил 202-й бригады началась синайская кампания (операция «Кадеш»).
Парашютисты 890-го батальона, самого старого и опытного в бригаде, под командованием Рафаэля Эйтана (Рафуль) прыгали с 16 «Дакот» в 70 км от Суэцкого канала.
Накануне Рафуль инструктировал своих солдат таким образом:

Нам предстоит совершить первую парашютно-десантную операцию в истории еврейской армии.
Высадка будет при дневном свете и наша задача — подготовиться к взятию под контроль некоторой дороги в определённом месте.
Дневного света у нас будет примерно полчаса.
Каждый прыгнувший, и у кого раскрылся парашют, должен посмотреть вниз и увидеть перекрёсток дорог, где всем и надо собраться.
Кто приземлился — снимает парашют и с оружием движется по направлению к горам.
Другой ориентир: в то время будет закат, — всем идти по направлению заката, то есть на запад.
Но главное — с оружием в руках.
После перехода мы займём свои позиции.
За ночь каждому необходимо окопаться.
С рассветом нас начнут обстреливать снайперы и бомбить самолёты — кто не окопается — тому конец.
Всё, что с нами прилетело — это всё, что у нас будет.
Каждый глоток воды будет невосполним.
Колодцев там нет.
Там есть лишь пустыня.
Завтра мы впервые прыгнем в войну, а не в учения на дюнах.
Дисциплина, желание и терпение — и мы выполним задание без проблем.

Парашютисты заняли плацдарм около перевала Митла до подхода основных сил под командованием Ариэля Шарона. 31 октября разгорелся тяжёлый бой за перевал. В этот день парашютисты потеряли 38 человек убитыми и 120 ранеными. Впоследствии решение А. Шарона вступить в бой, так же как и организация боя, вызвали сильную критику и долгие годы были поводом для нападок на А. Шарона. Против него были выдвинуты обвинения в нарушении приказов, из-за неоправданных потерь его служебное продвижение было заморожено на долгий срок. Очистив перевал, бригада броском на джипах и бронетранспортёрах вышла к Суэцкому заливу.
Второй парашютный десант был выполнен 2 ноября батальоном «Нахаль» на аэродром А-Тур.
После соединения с основными силами бригады к 5 ноября парашютисты вышли с запада к Шарм-эш-Шейх, завершив его окружение и заставив сдаться египетскую бригаду.
Эта кампания была последней в истории Израиля, в которой применялось парашютное десантирование подразделения.

### От синайской кампании до шестидневной войны
В течение нескольких лет перед шестидневной войной бойцы бригады осуществляют ряд рейдов на лагеря террористов в Иордании и Ливане.
В шестидневной войне 1967 года прославились парашютисты-резервисты, взявшие старый город Иерусалима, применялось десантирование с вертолётов, но в этой войне бригада «Цанханим» сражалась как обычное пехотное подразделение. В составе 84-й дивизии под командованием Исраэля Таля бригада вступила в первый сухопутный бой этой войны,
штурмуя укрепления Рафиаха. Перед боем Таль сказал своим людям:
Если  мы хотим выиграть войну, то должны выиграть первый бой; нельзя нам отступать, каждый объект должен быть взят любой ценой.
Мы должны победить или умереть.
В боях за укрепления вокруг Рафиаха парашютисты оторвались от батальона танков поддержки, скованных египетскими ИС-3, и попали в окружение.
Начался ожесточенный бой.
Когда я говорил по радио с командиром бригады, — рассказывал впоследствии Таль, — я понял, что он одной рукой стрелял из пулемёта, держа микрофон в другой руке.
После подхода резервов и разблокирования бригады, на поле боя было найдено около 1 500 убитых египетских солдат.
Бригада с приданными частями потеряла 70 человек убитыми. Такие потери рассматривались израильтянами, как сражение «любой ценой».
Затем бригада занимала Газу и участвовала в боях в северном Синае. В ходе этих боев командир бригады Рафаэль Эйтан был тяжело ранен в голову.

### Война на истощение
Во время операции «Петух-53» в 1969 году, бойцы разведроты бригады и батальона «Нахаль», высадившись с вертолётов в тылу египетских войск и атаковав пост ПВО Египта, разобрали и вывезли грузовыми вертолётами в Израиль новую советскую РЛС П-12

.
Израильские парашютисты участвовали в множестве рейдов, действуя малыми группами с вертолётов по отдельным целям в соседних государствах. Акции, типичные для коммандос (и им приписывавшиеся), выполняли «обычные» десантники..

### Война Судного дня
В очередном конфликте — войне «Судного дня» — парашютистов ожидали совершенно иные задачи. Большинство их воевало в качестве обычных мотомеханизированных частей во взаимодействии с танками в ходе одного из самых крупных современных танковых сражений 14 октября 1973 г.
21 октября 1973 г. силами 31-й воздушно-десантной бригады (два батальона) был высажен вертолётный десант. Цель — захват горы Хермон вместе с сохранившимся там разведывательным оборудованием. Одновременно должна была пойти в атаку бригада «Голани». В 14.00 батальон израильских парашютистов высадился из вертолётов и начал наступление вдоль горной цепи на сирийские позиции. Одновременно три батальона из бригады «Голани» наступали в скалистом труднопроходимом районе в направлении вершины Хермона. Пришлось отбивать многочисленные контратаки сирийцев.
Израильтяне потеряли много людей ранеными от огня снайперов, а бронетранспортёры пострадали от сирийских противотанковых ракет. Территория переходила из рук в руки, был ранен командир бригады «Голани». К рассвету после тяжёлых боев оборона сирийцев рухнула. В это же время на вершине Хермона высадился второй батальон парашютистов, что окончательно предопределило исход сражения в пользу израильтян.

### После 1973 года
Использование элиты армии в качестве пехоты в войне «Судного дня» не означало, что парашютисты перестали быть разносторонними формированиями специального назначения. Доказательством этого служит их выдающаяся роль в антитеррористической операции по освобождению израильских заложников в «Энтеббе» в 1976 году.
В операции «Мир для Галилеи» (1982) «Цанханим» составили ядро ударных сил, сражаясь с палестинцами и сирийцами в Ливане.
В настоящее время бригада под номером 35 участвует, наравне с другими пехотными частями, в рутинной армейской деятельности в Иудее и Самарии, в основном выполняя аресты боевиков.

## Комплектация и знаки отличия

Краповый берет с кокардой пехоты

Служба в бригаде добровольная и требует прохождения серии интенсивных отборочных физических и психологических тестов (гибуш), проверяющих, помимо физической подготовки, силу воли, инициативность и способность к импровизации, сплочённость и ответственность за товарищей в групповой работе.
Гибуш является также отборочным экзаменом для спецподразделений «Дувдеван» и «Маглан».
На службу в бригаде претендуют обычно в четыре-пять раз больше призывников, чем требуется. Большинство отсеивается или непосредственно во время отборочных тестов, или позднее, в течение исключительно тяжёлого обучения, включающего физподготовку, крав мага, освоение различных воинских специальностей, длительные марш-броски с высокой нагрузкой и транспортировкой «раненых» на носилках, недели тренировок на выживание, десантирование с парашютами и высадку с вертолётов, отработку боя на застроенной территории и т. д.
Период обучения бойцов бригады длится год, и состоит из 4 месяцев учебной части, 3 месяцев учений уровня рота-батальон и отработки высадки с вертолётов, парашютного курса, 3 месяцев ротной рутинной оперативной деятельности (отработки тактики боя в заселённых местах, тактика боя в застройках, домах, штурм заданных объектов и захват целей). В конце боевой подготовки, проходит 55-километровый (ранее 90-километровый) марш-бросок за право получения крапового берета. В заключительной стадии подготовки, бойцы проходят 2 месяца итоговых бригадных учений, включающих в себя все навыки, приобретённые бойцом в течение его годовой боевой подготовки.

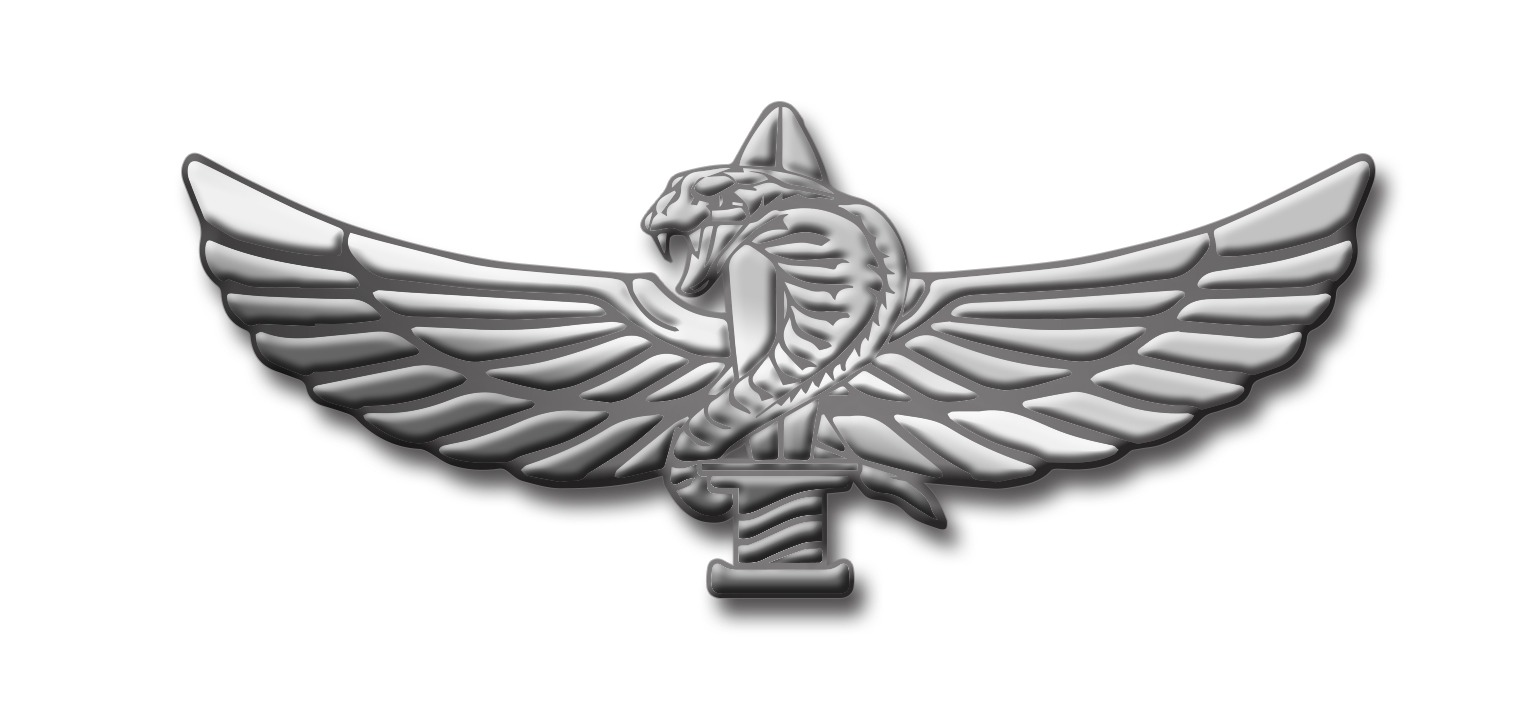
Значок бойца бригады

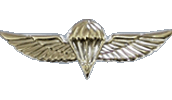
Значок курса парашютистов

Знаками отличия бригады являются краповый берет с кокардой пехоты и красные ботинки, все солдаты и офицеры носят нагрудный знак парашютиста — «крылышки».
На эмблеме части (таг яхида) изображён крылатый змей на красном фоне.
Эмблема носит название шфифон (ивр. שפיפון‎ — «гадюка палестинская»), по библейскому стиху
Да будет Дан змеем на дороге, аспидом на пути,  
что язвит ногу коня, так что падает всадник его навзничь.
Бытие 49:17
Десантникам разрешено носить гимнастёрку навыпуск как часть парадно-выходной формы.
По окончании действительной службы, солдаты и офицеры приписываются к резервным десантным бригадам, пользующимся той же символикой (красный фон эмблем части, красные ботинки)..

## Состав
В состав бригады входят:

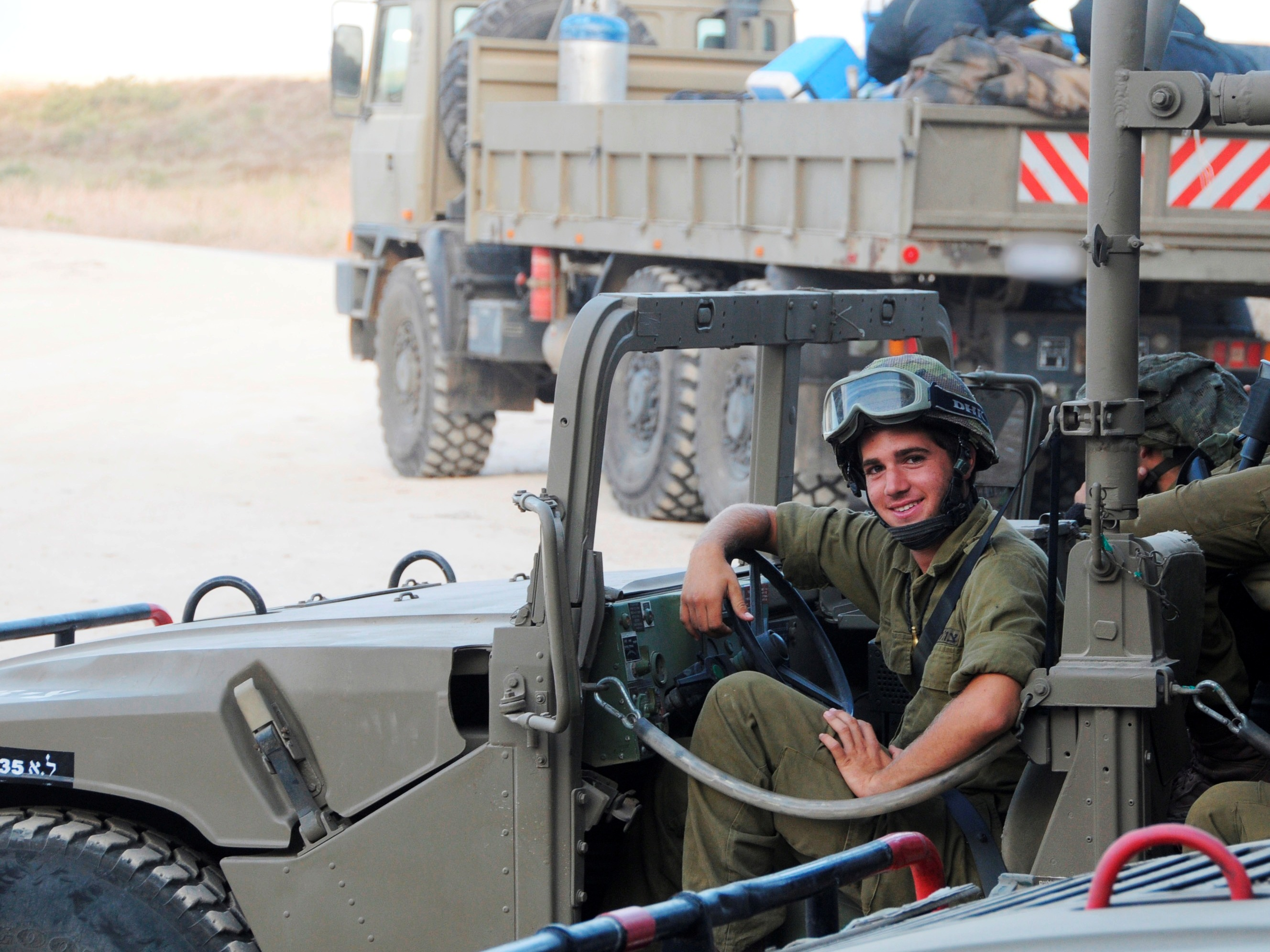
Солдат Бригады Цанханим за рулём хамви

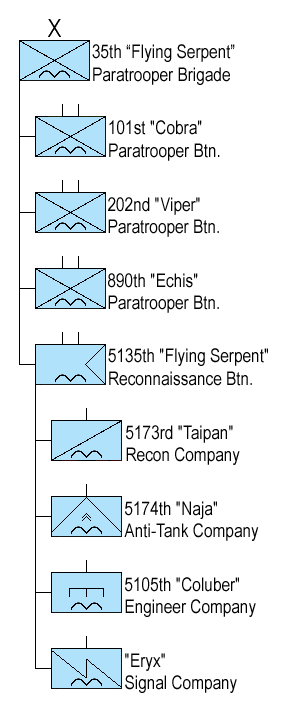
Структура 35-й воздушно-десантной бригады «Цанханим»

- 101-й парашютно-десантный батальон «Пе́тен» (ивр. פתן‎, дословно: «Аспид» или «Кобра», номер присвоен в честь «Подразделения 101»);
- 202-й парашютно-десантный батальон «Це́фа» (ивр. צפע‎, дословно: «Гадюка»);
- 890-й парашютно-десантный батальон «Эф’э́» (ивр. אפעה‎, дословно: «Эфа»);
- 5135-й разведывательный батальон (ивр. גדס"ר‎ гадса́р) «Сара́ф» (ивр. שרף‎, дословно: «Земляная гадюка»), в состав которого входят:

- Разведывательная рота (ивр. פלס"ר‎ пальса́р) («Сайе́рет Цанхани́м»);
- Противотанковая рота (ивр. פלנ"ט‎ пальна́т);
- Военно-инженерная рота (ивр. פלחה"ן‎ пальха́хан);

- Тренировочная база бригады (ивр. בא"ח צנחנים‎ бах Цанхани́м) «Шфифо́н» (ивр. שפיפון‎, дословно: «Рогатая гадюка»);
- Рота связи бригадного подчинения (ивр. פלחי"ק‎ пальхи́к) «Хана́к» (ивр. חנק‎, дословно: «Удавчик»).

## Вооружение
Бригада передвигается на бронетранспортёрах M113, бронированных вседорожниках хамви, для патрулирования и дозоров на пересеченной местности используются мотовездеходы.

## Вылазки в Петру
В 1950-х среди солдат и офицеров, выходцев из десантного батальона 890, стала популярной идея о походе в Петру. Многие парашютисты мечтали о таком походе, как своеобразном свидетельстве их любви к краю и доблести.
После того как командир десантной разведроты Меир Хар-Цион с подругой смогли пробраться по иорданской территории и рассказать в Израиле о красоте покинутого набатеями города, ещё 12 человек пытались пересечь пустыню в враждебной стране. Почти все они погибли, лишь парашютист из роты Меира, репатриант из СССР Дмитрий Берман смог вернуться в Израиль
.

## Командиры бригады
| Имя                 | Период        | Комментарий                                                          |
| Ариэль Шарон        | 1954 — 1957   | В дальнейшем генерал-майор (алуф) и премьер-министр Израиля          |
| Менахем Авирам      | 1957 — 1960   |                                                                      |
| Эли Зеира           | 1960 — 1962   | В дальнейшем генерал-майор (алуф), начальник Службы военной разведки |
| Ицхак Хофи          | 1962 — 1964   | В дальнейшем генерал-майор (алуф) и директор «Моссада»               |
| Рафаэль Эйтан       | 1964 — 1967   | В дальнейшем Начальник Генштаба Армии обороны Израиля                |
| Дани Мат            | 1967 — 1969   | В дальнейшем генерал-майор (алуф)                                    |
| Хаим Надаль         | 1969 — 1971   | В дальнейшем генерал-майор (алуф)                                    |
| Леви Хофеш          | 1971 — 1972   |                                                                      |
| Узи Яири            | 1972 — 1973   |                                                                      |
| Арье Цидон          | 1973 — 1975   |                                                                      |
| Матан Вильнаи       | 1975 — 1976   | В дальнейшем генерал-майор (алуф)                                    |
| Амос Ярон           | 1976 — 1977   | В дальнейшем генерал-майор (алуф)                                    |
| Амнон Липкин-Шахак  | 1977 — 1979   | В дальнейшем Начальник Генштаба Армии обороны Израиля                |
| Дорон Рубин         | 1979 — 1981   | В дальнейшем генерал-майор (алуф)                                    |
| Йорам Яир («Йя-йя») | 1981 — 1982   | В дальнейшем генерал-майор (алуф)                                    |
| Шмуэль Арад         | 1982 — 1984   | В дальнейшем генерал-майор (алуф)                                    |
| Менахем Заторски    | 1984 — 1985   |                                                                      |
| Нехемья Тамари      | 1985 — 1986   | В дальнейшем генерал-майор (алуф)                                    |
| Шауль Мофаз         | 1986 — 1988   | В дальнейшем Начальник Генштаба Армии обороны Израиля                |
| Дорон Альмог        | 1988 — 1990   | В дальнейшем генерал-майор (алуф)                                    |
| Моше («Боги») Яалон | 1990 — 1991   | В дальнейшем Начальник Генштаба Армии обороны Израиля                |
| Мати Харари         | 1991 — 1993   |                                                                      |
| Исраэль Зив         | 1993 — 1995   | В дальнейшем генерал-майор (алуф)                                    |
| Бени Ганц           | 1995 — 1997   | В дальнейшем Начальник Генштаба Армии обороны Израиля                |
| Гершон Ицхак        | 1997 — 1999   | В дальнейшем генерал-майор (алуф)                                    |
| Гади Шамни          | 1999 — 2001   | В дальнейшем генерал-майор (алуф)                                    |
| Авив Кохави         | 2001 — 2003   | В дальнейшем Начальник Генштаба Армии обороны Израиля                |
| Йоси Бахар          | 2003 — 2005   | В дальнейшем генерал-майор (алуф)                                    |
| Хагай Мордехай      | 2005 — 2007   | В дальнейшем бригадный генерал (тат-алуф)                            |
| Херци Ха-Леви       | 2007 — 2009   | В дальнейшем Начальник Генштаба Армии обороны Израиля                |
| Аарон Халива        | 2009—2011     | В дальнейшем генерал-майор (алуф)                                    |
| Амир Барам          | 2011 — 2013   | В дальнейшем генерал-майор (алуф)                                    |
| Элиэзер Толедано    | 2013 — 2015   | В дальнейшем генерал-майор (алуф)                                    |
| Нимрод Алони        | 2015 — 2017   | В дальнейшем генерал-майор (алуф)                                    |
| Яки Дольф           | 2017 — 2019   | В дальнейшем бригадный генерал (тат-алуф)                            |
| Юваль Гез           | 2019 — 2021   | В дальнейшем бригадный генерал (тат-алуф)                            |
| Йоав Брунер         | 2021 — 2023   |                                                                      |
| Ами Битон           | 2023 — 2023   |                                                                      |
| Рои Цвайг-Лави      | с 12 мая 2025 |                                                                      |

### Сноски
1. ↑  По соглашению с английской и французской стороной, израильские войска не подходили к Суэцкому каналу ближе, чем на 16 км.
2. ↑  К этому времени бригаде был присвоен номер 35, под которым она существует с тех пор.